# Visionary Vision
Visionary Vision(비저너리 비전, VV)는 2024년 모드하우스에 의해 결성된 대한민국의 걸 그룹 트리플에스의 여덟 번째 서브 유닛이다. 구성원은 정혜린, 김유연, 신위, 김나경, 박소현, 니엔, 지연, 코토네, 공유빈, 카에데, 린, 곽연지으로 이루어져 있다. 이 12인조는 2024년 10월 23일 정규 음반 Performante와 함께 데뷔했다.

## 구성원
| 이름   | 소개                                                                                       |
| ------ | ------------------------------------------------------------------------------------------ |
| 정혜린 | - 출생일: 2007년 4월 12일(18세) - 출생지: 대한민국 대구광역시 수성구 황금동 - 포지션: 리더 |
| 김유연 | - 출생일: 2001년 2월 9일(24세) - 출생지: 대한민국 서울특별시 서초구 반포동                 |
| 신위   | - 본명: 저우신위(周心语) - 출생일: 2002년 5월 25일(22세) - 출생지: 중화인민공화국 베이징시 |
| 김나경 | - 출생일: 2002년 10월 13일(22세) - 출생지: 대한민국 울산광역시 중구 약사동                 |
| 박소현 | - 출생일: 2002년 10월 13일(22세) - 출생지: 대한민국 서울특별시 송파구 잠실동               |
| 니엔   | - 본명: 쉬니엔츠(許念慈) - 출생일: 2003년 6월 2일(21세) - 출생지: 중화민국 타이베이시      |
| 지연   | - 본명: 지서연 - 출생일: 2004년 2월 13일(21세) - 출생지: 대한민국 경기도 용인시            |
| 코토네 | - 본명: 카미모토 코토네 - 출생일: 2004년 3월 10일(21세) - 출생지: 일본 도쿄도 고쿠분지시   |
| 공유빈 | - 출생일: 2005년 3월 12일(20세) - 출생지: 대한민국 경기도 용인시 기흥구                    |
| 카에데 | - 본명: 야마다 카에데 - 출생일: 2005년 12월 20일(19세) - 출생지: 일본 도야마현 도야마시    |
| 린     | - 본명: 카와카미 린 - 출생일: 2006년 4월 12일(19세) - 출생지: 일본 도쿄도                  |
| 곽연지 | - 출생일: 2008년 1월 8일(17세) - 출생지: 대한민국 서울특별시 송파구                        |

## 디스코그래피

### 정규
- Performante - 2024년 10월 23일 발매

### 싱글
- Hit the Floor (Visionary Vision의 노래) - 2024년 (음반: Performante)

## 수상 목록

### 가요 프로그램 1위
| 연도            | 수상 내역 (총 1회)                                                     |
| --------------- | ---------------------------------------------------------------------- |
| 2024년 (총 1회) | - Hit The Floor (총 1회) - 11월 5일 SBS M 《더 쇼 시즌7》 더 쇼 초이스 |